# Фонтан «Ночь»
Фонтан «Ночь» (также «Богиня Ночи») — фонтан, приобретённый и установленный Петром Ионовичем Губониным в парке принадлежавшем ему комплексе гостиниц в Гурзуфе в конце XIX века. Главный элемент оформления парка, композиционный центр ландшафтной композиции ансамбля. Памятник искусства регионального значения. Расположен перед главным юго-западным фасадом корпуса «Парк» санатория «Гурзуфский».
Фонтан в стиле барокко представляет собой изготовленную из особой стали скульптуру древнегреческой богини ночи Нюкта, стоящей на усеянном звёздами небесном своде в виде голубого шара, опоясанного, под некоторым углом, золотыми знаками Зодиака и держащей в высоко поднятой руке факел. Рядом с богиней стоят два путти с крылышками — бог сна Гипнос, и бог любви Эрос со стрелой в руке. У ног Нюкты 4 фантастические золотые рыбы (в руках поддерживающих скульптуру фигур) изо ртов которых вверх били струи воды, падающие в большие раковины гигантских моллюсков. Композицию поддерживают 4 обнажённые человеческие фигуры в стиле барокко: две кариатиды и два атланта, между которыми помещены античные маски. Во все времена после установки фонтан являлся символом курорта, привлекая гостей Гурзуфа.

## Название
Судя по имеющимся свидетельствам, первоначально фонтан не имел собственного имени. Утверждается, что в 1900 году его называют просто «Фонтан у 2-й гостиницы», в начале XX века — «Богиня Света» (встречается вариант «Свет»). Со временем фонтан стал называться «Ночи», в некоторых источниках его называют «Богиня Ночь».

## История
Широко распрстранена версия, что фонтан был приобретён Губониным в 1889 году на выставке в Вене, берущая, по всей видимости, начало из изданной ещё в 1890 году книги доктора медицины Владимира Алексеевича Щепетова «Гурзуф на Южном берегу Крыма и его лечебные средства», в которой написано
Лучший из фонтанов находится перед большой гостиницей и представляет величественную аллегорическую группу, изображающую собой победу просвещения над мраком и темными силами. Стоящая на глобусе богиня света или просвещения возвещает миру свет (зажженный факел) и любовь (два амура); глобус поддерживается титанами, богами тьмы, которые стараются струей воды, выходящей из пасти чудовищ, потушить горящий свет, но вода не достигает до факела. Группа эта, отлитая по модели берлинского профессора Бергера, приобретена на выставке в Вене.
 На сайте культурного наследия России утверждается, что в Гурзуфе установлена уменьшенная в два раза «точная копия оригинала по проекту немецкого архитектора Бергера». Фамилия «немецкого скульптора Бергера», как автора, встречается в академическом каталоге-справочнике 1987 года «Памятники истории и культуры Украинской ССР», это же повторяется во всех последующих текстах о фонтане. Филолог и чеховед Алла Георгиевна Головачёва даже утверждала, что звали скульптора Людвиг.
Фонтан стал заметной достопримечательностью Южного берега Крыма. Пионер русской цветной фотографии С. М. Прокудин-Горский не только снял его, но и отобрал для серии почтовых карточек благотворительного выпуска общины св. Евгении в 1905 году.
Между тем, на венской выставке 1889 года известен Георг Бергер (Georges Berger), один из организаторов выставки и член жюри — возможно, Губонин вёл переговоры о покупке фонтанов (всего их было 5) именно с этим Бергером, откуда фамилия попала в последующие документы. Существует распространённая версия, что купить фонтан на выставке Губонину не удалось и его копия, по чертежам автора, была изготовлена русскими мастерами. Известно, что в 1905 году в Тильзите (ныне Советск, Калининградской области) в парке Якобсруэ, перед Выставочным павильоном ремесленной выставки был установлен скульптурный фонтан — точно такой, как в Гурзуфе, при этом на сайте архива Восточной Пруссии автор скульптуры помечен, как.
В 2008 фонтан был реставрирован: разобран и собран вновь, при этом некоторые его части претерпели незначительные изменения. Постановлением Совета министров Республики Крым № 627 от 20 декабря 2016 года фонтан «Ночь» отнесён к объектов культурного наследия регионального значения